# Tetrameringia borealis
Tetrameringia borealis är en tvåvingeart som beskrevs av Barraclough 2006. Tetrameringia borealis ingår i släktet Tetrameringia och familjen träflugor. Inga underarter finns listade i Catalogue of Life.